# 이자와 시오리
이자와 시오리(일본어: 井澤 詩織 いざわ しおり[*], 1987년 2월 1일 ~ )는 일본의 여성 성우. 사이타마현 출신.

## 소속사
- 카레이도스코프(2009)
- 프리랜서(2010~2011)
- EARLY WING(2011~현재)